# Maledizione del fico

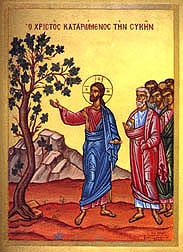
Icona bizantina raffigurante la maledizione dell'albero di fico.

La maledizione del fico è un miracolo di Gesù descritto in due vangeli sinottici: Marco 11,12-24 e Matteo 21,17-22. Non va confusa con la Parabola del fico sterile.

## La narrazione evangelica
Gli eventi sono riportati nella seguente tabella sinottica; si consideri - in merito alla relativa cronologia - che dal Vangelo di Giovanni, la cui cronologia determina la ricorrenza liturgica stabilita dalle chiese cristiane, si assume che l'ingresso a Gerusalemme sia stato di domenica - anche se in realtà non si conosce il giorno esatto della settimana in cui è avvenuto, vista l'ambiguità del testo dei sinottici - e quindi il rientro da Betània a Gerusalemme, del giorno successivo, sia avvenuto di lunedì: 
| Marco 11,12-21 | Matteo 21,18-20 |
| --- | --- |
| La mattina seguente [lunedì], mentre uscivano da Betània [verso Gerusalemme], ebbe fame. E avendo visto di lontano un fico che aveva delle foglie, si avvicinò per vedere se mai vi trovasse qualche cosa; ma giuntovi sotto, non trovò altro che foglie. Non era infatti quella la stagione dei fichi. E gli disse: «Nessuno possa mai più mangiare i tuoi frutti». E i discepoli l'udirono. Andarono intanto a Gerusalemme. Ed entrato nel tempio, si mise a scacciare quelli che vendevano e comperavano nel tempio [...] Quando venne la sera uscirono dalla città. La mattina seguente [martedì], passando, videro il fico seccato fin dalle radici. Allora Pietro, ricordatosi, gli disse: «Maestro, guarda: il fico che hai maledetto si è seccato». | La mattina dopo [lunedì], mentre rientrava in città [uscendo da Betània verso Gerusalemme], ebbe fame. Vedendo un fico sulla strada, gli si avvicinò, ma non vi trovò altro che foglie, e gli disse: «Non nasca mai più frutto da te». E subito [lunedì] quel fico si seccò. Vedendo ciò i discepoli rimasero stupiti e dissero: «Come mai il fico si è seccato immediatamente?». |

All'indomani del suo ingresso trionfale a Gerusalemme, Gesù, tornando per la stessa strada che conduceva a Gerusalemme da Betania, in cui aveva dimorato per una notte, scorge un fico ricco di foglie, ma non vi trova alcun frutto con cui rifocillarsi. Il testo di Marco dichiara che non era ancora giunta la piena stagione; Gesù, quindi, sembra aver cercato qualche primizia e non aver trovato, invece, neppure frutti acerbi. Egli dichiara allora che esso non porterà mai più frutto. L'albero secca. Mentre secondo Marco, il primo degli evangelisti, ciò viene scoperto il giorno successivo, Matteo riporta una morte istantanea dell'albero. In entrambe le versioni, allo stupore dei discepoli nel vedere la pianta seccata, Gesù replica che anche un monte si getterebbe nel mare se ciò venisse chiesto con autentica fede nella preghiera.

## Il significato simbolico dell'albero di fichi
Il simbolismo del fico e dei suoi frutti è ben attestato nell'antico testamento e nella tradizione rabbinica. Quest'ultima paragona la Legge a un fico, perché vi si riesce sempre a trovare un frutto pur di cercare fra le foglie (bEr 54a). Nell'Antico Testamento, invece, l'albero di fico e quello della vite potevano rappresentare Israele e i loro frutti, fichi e grappoli d'uva, rappresentavano gli uomini buoni. Secondo il profeta Michea, infatti, Dio accusa Israele paragonando se stesso a chi cerca invano frutti della vite e del fico: "Non un grappolo da mangiare, non un fico per la mia voglia. L'uomo pio è scomparso dalla terra, non c'è più giusto fra gli uomini". Analogamente secondo Geremia Dio lamenta di non trovare più uva e fichi e perciò annuncia l'invasione babilonese. Anche per Osea Israele era stato trattato amorevolmente da IHWH, come se fosse un fico primaticcio, ma si era dato all'idolatria. Secondo Geremia 24, poi, IHWH promette ogni bene agli israeliti deportati da Nabucodonosor II in Caldea, paragonandoli a "un canestro pieno di fichi molto buoni, come i fichi primaticci", mentre gli ebrei rimasti a Gerusalemme sono paragonati a fichi cattivi, assolutamente immangiabili.
Sulla base di questi collegamenti il rapporto fra il fico della parabola evangelica e Israele è noto agli interpreti di tutti i tempi. Teofilatto di Ocrida, per esempio, definisce il fico "typon tēs Iudaiōn synagōgēs".
Si osservi inoltre che la maledizione del fico è seguita dalla parabola dei vignaioli omicidi, raccontata da Gesù nel Tempio poche ore dopo. Questo appaiamento è analogo all'abbinamento di fico e vite in Michea e Geremia.

## L'interpretazione del brano
L'episodio evangelico può essere compreso solo apprezzandone il significato simbolico. Secondo Joachim Gnilka, infatti, "la pericope certamente strana presenta difficoltà di comprensione a chi la valuta da un osservatorio prevalentemente storico". Occorre esaminare due aspetti:
- La ricerca infruttuosa di un fico sull'albero sterile. Si tratta in realtà di un’azione simbolica tipica dei profeti[Nota 2], con cui Gesù vuole dare un insegnamento spirituale: egli vuole condannare una religiosità esteriore, simboleggiata dalle foglie senza frutti.[13][14] Il simbolismo è accentuato nel vangelo di Marco, che spezza il racconto in due, inserendovi la vicenda della cacciata dei mercanti dal Tempio e creando una struttura a "sandwich" o "inclusio", una struttura linguistica semitica molto comune in tutti i testi dell'antico e del nuovo testamento. Al fico ricco di foglie ma privo di frutti, corrisponderebbe, quindi, il culto appariscente del Tempio, destinato ad essere distrutto dopo pochi decenni. Alla stessa conclusione giungono alcuni esegeti facendo notare che la maledizione del fico ha luogo fra il primo ingresso nel Tempio di Gesù la domenica sera e il secondo il lunedì con la cacciata dei mercanti[Nota 3]. Secondo la interconfessionale Bibbia TOB, infatti, Marco attribuirebbe a questo racconto, "collocato tra i due episodi avvenuti nel Tempio", un significato simbolico: "il fico può figurare il Tempio dove il Messia non trova nessun frutto".[15] Anche i curatori del cattolico "Nuovo Grande Commentario Biblico" - nel sottolineare la discrepanza temporale dei resoconti, ovvero il fico che secca il lunedì mattina secondo Matteo e il martedì mattina secondo Marco[Nota 4] - ritengono che Marco abbia elaborato il racconto del fico intrecciandolo con i due ingressi di Gesù nel Tempio al fine di evidenziare la "mancanza di disponibilità da parte di Israele ad accettare Gesù"[16]
- La maledizione del fico. Anzitutto si rileva che non esistono nei vangeli canonici altri miracoli punitivi, a differenza dell'Antico Testamento, dove sono presenti (tra questi, la maledizione lanciata dal profeta Eliseo[17] ad alcuni ragazzi che lo deridevano). Inoltre è anche l'unico miracolo di Gesù, insieme alla guarigione dell'indemoniato di Gerasa, dove si verifica un danno.[18] Anche la maledizione del fico, quindi, dovrebbe avere un significato simbolico: preannunciare l'interruzione del culto nel Tempio di Gerusalemme dopo la sua distruzione dai Romani. I tre evangelisti sinottici, che scrivono dopo l'evento, riportano anche un altro dettaglio, che può essere interpretato come una predizione dello stesso evento. Gesù, infatti, rimprovera i mercanti del Tempio di averne fatto un covo di ladri.[19] Un rimprovero analogo si trova nel cap. 7 di Geremia[20], che per questo e altri peccati degli Israeliti assicura che l'ira del Signore si abbatterà "sugli uomini, sul bestiame, sugli alberi dei campi e sui frutti della terra" (queste, infatti, saranno le conseguenze della seconda e definitiva invasione dell'esercito babilonese)[21]. La connessione letteraria, quindi, stabilita da Marco fra la maledizione del fico e la cacciata dei mercanti dal Tempio contribuisce a chiarire il simbolismo anche dell'epilogo della pericope: all'albero disseccato corrisponde il tempio distrutto.

La maledizione del fico, riferendola non al solo culto del Tempio ma anche al popolo di Israele, è stata utilizzata dai sostenitori della teologia della sostituzione o supersessionismo, secondo cui la chiesa cristiana sarebbe il "nuovo Israele", il nuovo "popolo eletto".
Forse non è un caso che Matteo, il quale scrive per gli ebrei di Antiochia, preferisca sorvolare sull'intreccio fra maledizione del fico e cacciata dei mercanti dal Tempio. Ciò spiega perché egli anticipi la cacciata del Tempio alla sera precedente e perciò colleghi temporalmente la ricerca di frutti da parte di Gesù con il disseccarsi del fico e interpreti l'episodio con la lezione di Gesù ai discepoli sulla potenza della fede abbinata alla preghiera. 
In merito alla storicità dell'episodio, secondo gli studiosi della École biblique et archéologique française (i curatori della cattolica Bibbia di Gerusalemme) questo diverso ordine dei racconti tra Marco e Matteo è "spiegabile con l'evoluzione letteraria della tradizione" e "queste divergenze si spiegano se l'episodio del fico è stato introdotto più tardi in una trama primitiva" e, analogamente, lo storico e teologo cristiano Rudolf Bultmann ritiene che le contraddizioni siano dovute ad "attività editoriale" degli evangelisti.

### Riferimenti
1. ↑   Mc 11,12-24, su La Parola - La Sacra Bibbia in italiano in Internet.
2. ↑   Mt 21,17-22, su La Parola - La Sacra Bibbia in italiano in Internet.
3. ↑  Corrado Augias e Mauro Pesce, Inchiesta su Gesù, Mondadori, 2011, pp. 140-145, ISBN 978-88-04-57132-2. Cfr anche: Bibbia TOB, Nuovo Testamento Vol.3, Elle Di Ci Leumann, 1976, pp. 115, 274; Raymond E. Brown, Joseph A. Fitzmyer, Roland E. Murphy, Nuovo Grande Commentario Biblico, Queriniana, 2002, p. 817, ISBN 88-399-0054-3.
4. ↑   Mc 11,12-21, su La Parola - La Sacra Bibbia in italiano in Internet.
5. ↑   Mt 21,18-20, su La Parola - La Sacra Bibbia in italiano in Internet.
6. ↑   Mc 11,24, su laparola.net.,  Mt 21,22, su laparola.net.
7. ↑   Mi 7,1-2, su laparola.net.
8. ↑   Ger 8,13, su laparola.net.
9. ↑   Os 9,10, su laparola.net.
10. ↑   Ger 24,1-10, su laparola.net.
11. ↑  Patrologia Greca 123, 613.616.
12. ↑  Gnilka, 2007, pp. 601-602.
13. ↑   Perché e quando Gesù maledisse il fico?, su La Parola. URL consultato il 29 aprile 2019.
14. ↑   Gianfranco Ravasi, Gesù cerca i fichi anche fuori stagione, in FAMIGLIA CRISTIANA.it, Alba, Periodici San Paolo S.r.l., 20 giugno 2014. URL consultato il 29 aprile 2019.
15. ↑  Bibbia TOB, Nuovo Testamento Vol.3, Elle Di Ci Leumann, 1976, p. 166.
16. ↑  Brown, 2002, p. 808.
17. ↑   2Re 2,23-26, su laparola.net.
18. ↑  Storicità e significato dei miracoli di Gesù, La Civiltà cattolica, vol. 3444, 1993, p. 533
19. ↑   Mc 11,17, su laparola.net.,  Mt 26,12, su laparola.net. Lc 19,46, su laparola.net.
20. ↑   Ger 7,11-15, su laparola.net.
21. ↑   Ger 7,20, su laparola.net.
22. ↑  Bibbia di Gerusalemme, EDB, 2011, p. 2418, ISBN 978-88-10-82031-5.
23. ↑  Rudolf Bultmann, History of the Synoptic Tradition, Hendrickson Publisher, 1963, pp. 218, 230-231, 425, ISBN 1-56563-041-6.